# Àlgebra tensor
En matemàtiques, l'àlgebra tensor d'un espai vectorial V, denotada T(V) o T•(V), és l'àlgebra dels tensors de V (de qualsevol rang) amb la multiplicació essent el producte tensor. És l'àlgebra lliure sobre V, en el sentit de quedar-se adjunta al funtor oblidat des d'àlgebres fins a espais vectorials: és l'àlgebra "més general" que conté V, en el sentit de la propietat universal corresponent.

Producte tensor

L'àlgebra tensorial és important perquè moltes altres àlgebres sorgeixen com àlgebres quocients de T(V). Aquests inclouen l'àlgebra exterior, l'àlgebra simètrica, l'àlgebra de Clifford, l'àlgebra de Weyl i l'àlgebra d'embolcall universal.
L'àlgebra tensorial també té dues estructures de coalgebra; una de senzilla, que no la converteix en una biàlgebra, però condueix al concepte de coàlgebra colliure, i una altra de més complicada, que produeix una biàlgebra, i es pot estendre donant una antípoda per crear una estructura d'àlgebra de Hopf.
Nota: en aquest article, se suposa que totes les àlgebres són unitals i associatives. La unitat cal explícitament per definir el coproducte.

## Construcció
Sigui V un espai vectorial sobre un camp K. Per a qualsevol nombre enter no negatiu k, definim que la potència tensor de V és el producte tensor de V amb si mateix k vegades:
{\displaystyle T^{k}V=V^{\otimes k}=V\otimes V\otimes \cdots \otimes V.}
És a dir, T k V consta de tots els tensors de V d'ordre k. Per convenció T'0V és el camp terrestre K (com un espai vectorial unidimensional sobre si mateix).
Aleshores construïm T(V) com la suma directa de TkV per a k = 0,1,2,...
{\displaystyle T(V)=\bigoplus _{k=0}^{\infty }T^{k}V=K\oplus V\oplus (V\otimes V)\oplus (V\otimes V\otimes V)\oplus \cdots .}
La multiplicació en T(V) ve determinada per l'isomorfisme canònic
{\displaystyle T^{k}V\otimes T^{\ell }V\to T^{k+\ell }V}
donat pel producte tensor, que després s'estén per linealitat a tot T(V). Aquesta regla de multiplicació implica que l'àlgebra tensor T(V) és naturalment una àlgebra graduada amb TkV com a subespai de grau k. Aquesta qualificació es pot estendre a una classificació Z afegint subespais {\displaystyle T^{k}V=\{0\}} per a nombres enters negatius k.
La construcció es generalitza d'una manera senzilla a l'àlgebra tensor de qualsevol mòdul M sobre un anell commutatiu. Si R és un anell no commutatiu, encara es pot realitzar la construcció per a qualsevol R-R bimòdul M. (No funciona amb els mòduls R ordinaris perquè no es poden formar productes tensorials iterats).